# Hibrildes fuscata
Hibrildes fuscata är en fjärilsart som beskrevs av Her. 1926. Hibrildes fuscata ingår i släktet Hibrildes och familjen Eupterotidae. Inga underarter finns listade i Catalogue of Life.